# سیارک ۲۰۳۳۴
سیارک ۲۰۳۳۴ (به انگلیسی: 20334 Glewitsky، نامگذاری:1998HL51) بیست هزار و سیصد و سی و چهارمین سیارک کشف شده‌است که در ۲۵ آوریل ۱۹۹۸ کشف شد.
قدر مطلق سیارک برابر ۱۲.۳ است.